# Раду Нікулеску
Раду Нікулеску (рум. Radu Niculescu; нар. 2 березня 1975, Сібіу) — румунський футболіст, що грав на позиції нападника.
Починав кар'єру в «Інтері» з рідного міста. Основну частину кар'єри провів у футбольних клубах Бухареста «Динамо», «Націоналі», «Рапіді» та «Стяуа». Кілька сезонів виступав в «Університаті» з Крайови, турецьких «Галатасараї» і «Анкарагюджю». Завершив кар'єру в китайському клубі «Чанчунь Ятай». Також грав за національну збірну Румунії, з якою був учасником чемпіонату світу 1998 року.

## Клубна кар'єра
Народився 2 березня 1975 року в місті Сібіу. Вихованець футбольної школи клубу Şoimii Sibiu.
У дорослому футболі дебютував 1990 року виступами за команду «Інтер» (Сібіу), в якій провів чотири сезони, взявши участь у 54 матчах чемпіонату. 1994 року відправився в «Динамо» (Бухарест), але там не заграв і повернувся в «Інтер».
У першій половині 1995 року пограв за «Університатю» (Крайова), після чого став виступати у столичному «Націоналі». У цій команді став одним з лідерів і найкращим бомбардиром, забивши до 2000 року понад 50 голів у вищому дивізіоні Румунії. Крім цього у другій половині 1998 року пограв в «Рапіді» (Бухарест), але не закріпився.
На початку 2001 року став гравцем «Стяуа» і того ж року виграв з командою чемпіонат, але не був основним і незабаром повернувся в «Націонал», з якого відправився до Туреччини, де грав за «Галатасарай», з яким став національним чемпіоном, та «Анкарагюджю».
Згодом знову пограв за «Стяуа» та «Націонал», а завершив професійну ігрову кар'єру у китайському клубі «Чанчунь Ятай», за який виступав протягом 2004 року у другому за рівнем дивізіоні країни.

## Виступи за збірну
13 лютого 1994 року дебютував в офіційних матчах у складі національної збірної Румунії в грі за 3-тє місце на Кубку Карлсберга проти США (2:1).
У складі збірної був учасником чемпіонату світу 1998 року у Франції. На цьому турнірі він зіграв два рази, в матчі групового проти Колумбії (1:0) і грі 1/8 фіналу з Хорватією (0:1), в обох випадках виходячи на заміну.
Востаннє зіграв за збірну на Кубку Кіпрської футбольної асоціації у 2000 році. Програний фінальний матч проти Кіпру (2:3) став останнім для Нікулеску у збірній. Всього протягом кар'єри у національній команді, яка тривала 7 років, провів у формі головної команди країни 15 матчів, забивши 2 голи.

## Титули і досягнення
- Чемпіон Румунії (1):

«Стяуа»: 2000–01
- Чемпіон Туреччини (1):

«Галатасарай»: 2001–02